# Stalachtis
Stalachtis es un género de mariposas de la familia Riodinidae, el único género de la tribu Stalachtini.

## Descripción y biología
Las especies del género comparten varios caracteres morfológicos: setas prolongadas en el margen posterior del octavo segmento del abdomen, venación del ala posterior y conformación del aparato genital masculino y femenino. Son especies localmente abundantes, de hábitos diurnos, con un vuelo lento y suelen posarse en flores para alimentarse.
Sus alas son alargadas y su cuerpo pequeño pero robusto, y probablemente sean uno de los géneros de Riodínidos con mayor área alar por volumen toráxico. Estas características disminuyen el consumo metabólico durante el vuelo, pero a la vez limitan su velocidad.
Al igual que muchos otros géneros de Riodinidae, Stalachtis muestra una marcada variación inter- e intraespecífica en el número de cromosomas, aunque no todas las especies han sido examinadas.

## Taxonomía y sistemática
Existen 7 especies reconocidas en el género, todas ellas tienen distribución neotropical.
Sobre la base de características morfológicas (venación, aparato genital, coloración alar), Hall propone una clasificación preliminar con S. phlegia como la especie más basal del género, y dos grupos de especies adicionales:
|  | S. calliope  |
|  |              |
|  | S. magdalena |
|  |              |

|  | S. euterpe                                                 |
|  |                                                            |
|  | \| \| S. phaedusa \| \| \| \| \| \| S. lineata \| \| \| \| |
|  |                                                            |
|  | S. phaedusa                                                |
|  |                                                            |
|  | S. lineata                                                 |
|  |                                                            |

|  | S. phaedusa |
|  |             |
|  | S. lineata  |
|  |             |

|  | S. euterpe                                                 |
|  |                                                            |
|  | \| \| S. phaedusa \| \| \| \| \| \| S. lineata \| \| \| \| |
|  |                                                            |
|  | S. phaedusa                                                |
|  |                                                            |
|  | S. lineata                                                 |
|  |                                                            |

|  | S. phaedusa |
|  |             |
|  | S. lineata  |
|  |             |

|  | S. calliope  |
|  |              |
|  | S. magdalena |
|  |              |

|  | S. euterpe                                                 |
|  |                                                            |
|  | \| \| S. phaedusa \| \| \| \| \| \| S. lineata \| \| \| \| |
|  |                                                            |
|  | S. phaedusa                                                |
|  |                                                            |
|  | S. lineata                                                 |
|  |                                                            |

|  | S. phaedusa |
|  |             |
|  | S. lineata  |
|  |             |

|  | S. euterpe                                                 |
|  |                                                            |
|  | \| \| S. phaedusa \| \| \| \| \| \| S. lineata \| \| \| \| |
|  |                                                            |
|  | S. phaedusa                                                |
|  |                                                            |
|  | S. lineata                                                 |
|  |                                                            |

|  | S. phaedusa |
|  |             |
|  | S. lineata  |
|  |             |

|  | S. calliope  |
|  |              |
|  | S. magdalena |
|  |              |

|  | S. euterpe                                                 |
|  |                                                            |
|  | \| \| S. phaedusa \| \| \| \| \| \| S. lineata \| \| \| \| |
|  |                                                            |
|  | S. phaedusa                                                |
|  |                                                            |
|  | S. lineata                                                 |
|  |                                                            |

|  | S. phaedusa |
|  |             |
|  | S. lineata  |
|  |             |

|  | S. euterpe                                                 |
|  |                                                            |
|  | \| \| S. phaedusa \| \| \| \| \| \| S. lineata \| \| \| \| |
|  |                                                            |
|  | S. phaedusa                                                |
|  |                                                            |
|  | S. lineata                                                 |
|  |                                                            |

|  | S. phaedusa |
|  |             |
|  | S. lineata  |
|  |             |

|  | S. calliope  |
|  |              |
|  | S. magdalena |
|  |              |

|  | S. euterpe                                                 |
|  |                                                            |
|  | \| \| S. phaedusa \| \| \| \| \| \| S. lineata \| \| \| \| |
|  |                                                            |
|  | S. phaedusa                                                |
|  |                                                            |
|  | S. lineata                                                 |
|  |                                                            |

|  | S. phaedusa |
|  |             |
|  | S. lineata  |
|  |             |

|  | S. euterpe                                                 |
|  |                                                            |
|  | \| \| S. phaedusa \| \| \| \| \| \| S. lineata \| \| \| \| |
|  |                                                            |
|  | S. phaedusa                                                |
|  |                                                            |
|  | S. lineata                                                 |
|  |                                                            |

|  | S. phaedusa |
|  |             |
|  | S. lineata  |
|  |             |

## Mimetismo
Las especies de Stalachtis tienen características externas similares a las de algunas especies de Heliconiinae o Ithomiinae, que son generalmente reconocidas como sus modelos miméticos. También se sospecha que pueden acumular compuestos químicos secundarios de sus plantas hospederas, y se deberían considerar como copartícipes de un mimetismo mülleriano. Sin embargo no existen datos concretos ni pruebas específicas del funcionamiento de esta relación mimética.

## Plantas hospederas
Las especies del género Stalachtis se alimentan de plantas de la familia Fabaceae y Simaroubaceae. Las plantas hospederas reportadas incluyen los géneros Andira y Simaba.